# Длуґоленка-Велика
Длуґоленка-Велика (пол. Długołęka Wielka) — село в Польщі, у гміні Млинаже Маковського повіту Мазовецького воєводства.
Населення — 98 осіб (2011).
У 1975-1998 роках село належало до Остроленцького воєводства.

## Демографія
Демографічна структура станом на 31 березня 2011 року:
|          | Загалом | Допрацездатний вік | Працездатний вік | Постпрацездатний вік |
| -------- | ------- | ------------------ | ---------------- | -------------------- |
| Чоловіки | 46      | 13                 | 28               | 5                    |
| Жінки    | 52      | 12                 | 27               | 13                   |
| Разом    | 98      | 25                 | 55               | 18                   |